# スタンバイ (求人検索エンジン)
スタンバイ（英: Stanby）は、株式会社スタンバイが運営する日本の求人検索エンジンである。ウェブ上の求人情報を自動収集するクローリング技術を用いて、複数の求人サイトや企業の採用ページから情報を一括して掲載している。求職者は勤務地、職種、雇用形態などの条件を指定し、求人情報を検索することができる。

## 概要
スタンバイは、日本中の求人情報を一括で検索できるサービスとして開発された。PCおよびスマートフォン向けのウェブサービスとして開始され、後にモバイルアプリも提供されている。2023年4月には、月間ユーザー数が1,000万人を超えたとされる。
スタンバイは、LINEヤフー株式会社とビジョナル株式会社のアセットと連携し、求人情報の提供に加えて多様な働き方に対応するサービスの開発が進められている。

## 歴史
スタンバイは2015年にサービスを開始した。当初は株式会社ビズリーチが運営していたが、2019年にZホールディングス株式会社（現・LINEヤフー株式会社）と株式会社ビズリーチ（現：ビジョナル株式会社）の合弁事業会社として株式会社スタンバイが設立された。「Yahoo!しごと検索」とのサービス統合を経て、同年11月12日に合弁会社として株式会社スタンバイが設立された。出資比率はZホールディングス60%、ビズリーチ40%である。
また、2020年12月、ヤフー株式会社（現・LINEヤフー株式会社）が運営していた「Yahoo!しごと検索」は、「スタンバイ」にサービス統合された。

## 運営会社
スタンバイの運営会社は以下の通りである。
- 社名：株式会社スタンバイ
- 所在地：東京都品川区
- 設立：2019年11月12日
- 資本金：1億円
- 出資比率：LINEヤフー株式会社 60%、ビジョナル株式会社 40%
- 事業内容：求人検索エンジン「スタンバイ」の運営